# Draba thylacocarpa
Draba thylacocarpa là một loài thực vật có hoa trong họ Cải. Loài này được (Nábelek) Hedge mô tả khoa học đầu tiên năm 1960.